# Kevonones
Genre
Kevonones est un genre d'opilions laniatores de la famille des Cosmetidae.

## Distribution
Les espèces de ce genre se rencontrent en Amérique latine.

## Liste des espèces
Selon World Catalogue of Opiliones (25/07/2021) :
- Kevonones chamberlini Caporiacco, 1951
- Kevonones irazus Goodnight & Goodnight, 1942
- Kevonones luteomaculatus Roewer, 1957
- Kevonones mexicanus (Banks, 1898)

## Publication originale
- Chamberlin, 1925 : « Diagnoses of new American Arachnida. » Bulletin of the Museum of Comparative Zoology, vol. 67, p. 211-248 (texte intégral).